# Skanderborg Rytterdistrikt
Frem til 1720 samlede Frederik 4. mellem 5.000 og 6.000 tdr. hartkorn i omkring Tulstrup til Skanderborg Rytterdistrikt. Det skete dels ved mageskifter, dels ved køb.
I 1720 blev Skanderborg hjemsted for et egentligt rytterdistrikt, og der opførtes i 1720-1722 kaserner og stalde til mandskab og heste med plads til et regiment. Egnens bønder skulle sørge for deres underhold ved betaling af en fast takst på 32 Rdl. årligt pr. 8 tdr. hartkorn. Endvidere skulle de levere halm og deltage i høhøsten. Rytterbønderne var betydeligt bedre stillet end fæstebønderne på private godser.
I Skanderborg udstationeredes 2. jyske rytterregiment under generalmajor Hans Helmuth von Lüttichau, og de fordeltes på egnen: to kompagnier i Skanderborg, to på Clausholm, et på Tvilumgård, et i Skellerup, to på Søbygaard og et på Silkeborg Slot.
Hvert kompagni bestod af 62 mand ledet af en ritmester, en løjtnant, en kornet og en kvartermester. Senere blev regimentet erstattet af et holstensk regiment.
I 1721 oprettedes en rytterskole (hjørnet Vestergade/Adelgade).
I 1767 solgte kongen sine besiddelser til private ved en stor auktion, Rytterauktionen på Skanderborg Slot. Ejendommene blev spredt på mange hænder, og bønderne blev først fæstere og kort tid efter selvejere.
Det store salg førte til oprettelsen af mange af egnens store hovedgårde.